# Multi Router Traffic Grapher
Multi Router Traffic Grapher (MRTG) è un software libero disponibile con licenza GPL per il monitoraggio e la misurazione del carico di collegamenti di rete. Permette a un utilizzatore di visualizzare il traffico di rete nel tempo in forma grafica. Inizialmente sviluppato da Tobias Oetiker e Dave Randt specificatamente per il traffico dei router, è stato esteso al punto di essere in grado di mostrare grafici e statistiche per quasi tutto. È scritto in Perl e funziona su Windows, Linux, Unix, Mac OS e Netware.

## Descrizione

### Funzionamento
MRTG fa uso del protocollo SNMP per inviare due identificatori di oggetto (OID) a un dispositivo. Questo, che deve essere in grado di capire le richieste SNMP, dispone di una MIB (Management Information Base) in cui cercare gli identificatori specificati. Dopo aver raccolto le informazioni, risponde restituendo i dati grezzi incapsulati nel protocollo SNMP. MRTG raccoglie questi dati in un log sul client, insieme ad altri dati raccolti in precedenza per il dispositivo. Il software, quindi, crea un documento HTML contenente una lista di grafici coi dettagli del traffico per il dispositivo d'interesse.
Altrimenti, MRTG può essere configurato in modo che esegua uno script o un comando e ne interpreti quanto invia in uscita come dei valori contatore. Il sito internet di MRTG mette a disposizione una vasta libreria di script che permettono di controllare statistiche di database, regole di un firewall, la velocità di rotazione delle ventole di un processore, o potenzialmente un qualunque valore intero.

### Caratteristiche
- misura due valori (I per ingresso, O per uscita) per dispositivo
- ottiene i dati o attraverso un agente SNMP, o come uscita di una linea di comando
- tipicamente raccoglie dati ogni cinque minuti (è configurabile per farlo con frequenza inferiore)
- crea una pagina HTML per dispositivo, ognuna con quattro grafici (immagini GIF o PNG)
- i risultati sono mostrati con il tempo in ascissa e la risoluzione può essere il giorno, la settimana, il mese o l'anno, con l'ingresso visualizzato come un'area verde e l'uscita come una linea blu
- l'asse delle ordinate è messo automaticamente in scala in modo da mostrare quanti più dettagli possibile
- aggiunge alla pagina HTML il calcolo del massimo, della media, e il valore corrente per ingresso e uscita
- è in grado di inviare notifiche via e-mail se dei dispositivi presentano valori al di sopra di una certa soglia